# 샤를 프리델

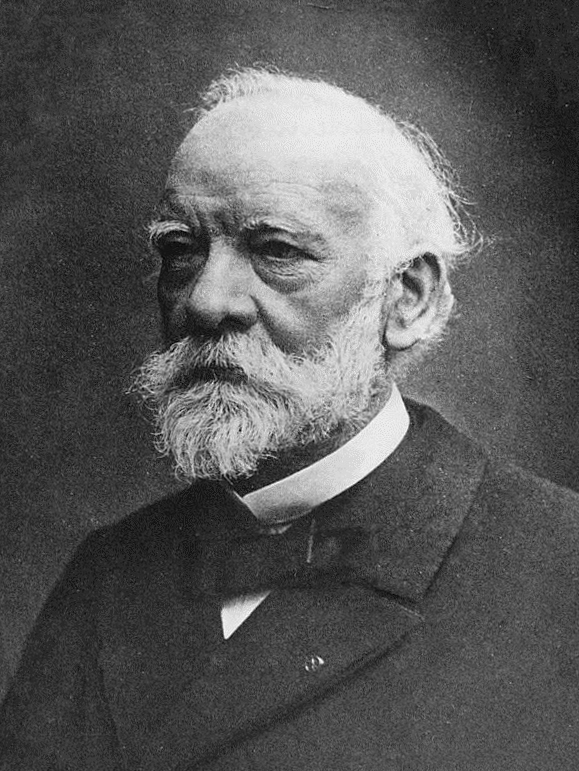
프리델(1890년대)

샤를 프리델(프랑스어: Charles Friedel, 프랑스어 발음: [ʃaʁl fʁidɛl], 1832년 3월 12일~1899년 4월 20일)은 프랑스의 화학자, 광물학자이다.

## 생애
프랑스 스트라스부르 출신인 그는 신 파리 대학교에서 수학했으며 루이 파스퇴르의 제자였다. 1876년에 신 파리 대학교의 화학 및 광물학 교수가 되었다.
프리델은 1877년 제임스 크래프츠와 함께 프리델-크래프츠 알킬화 및 아실화 반응을 개발하고 합성 다이아몬드를 만들려고 시도했다.
그의 아들 조르주 프리델(1865~1933)도 광물학자이다.